# アタミック
アタミック（旧称: Atangmik）とはグリーンランドのケカッタ自治体に属する町。デイビス海峡に面している。2024年時点の人口は189人。自治体で最も南に位置する町。町にあったロイヤル・グリーンランド社の海産物加工工場は2010年7月に閉鎖された。